# Bodylotion (verzorging)
Een bodylotion (ook wel: verzorgingscrème) is een soort van crème die gebruikt wordt voor het hele lichaam.
Bijna elk cosmetisch merk brengt een bodylotion op de markt. De bodylotion kan meerdere eigenschappen hebben, bijvoorbeeld om de huid te verstevigen of het een bepaalde glans te geven.
Er zijn ook speciale lotions om de huid bruiner te maken. Bodylotions zijn er ook voor bedoeld om de huid te hydrateren en hebben dus een vochtinbrengende werking.